# Diedrichshagen
Diedrichshagen es un municipio situado en el distrito de Pomerania Occidental-Greifswald, en el estado federado de Mecklemburgo-Pomerania Occidental (Alemania), a una altitud de 35 metros. Su población a finales de 2016 era de 500 habs. y su densidad poblacional, 30 hab/km².
Se encuentra ubicado a pocos kilómetros al sur de la costa del mar Báltico.